# El camino del fuego
El camino del fuego es el sexto álbum de estudio del grupo musical de Argentina Rata Blanca, editado por el sello discográfico Tocka Discos en 2002. 
Este es el primer trabajo de estudio grabado por Rata Blanca luego de su regreso, contando una vez más con Adrián Barilari en las voces. El álbum fue recibido de una manera sorprendente por sus fanes y el público en general, llegando a ser disco de oro y devolviéndole al grupo musical el gran éxito cosechado años anteriores. 
Las canciones más populares del disco son «Cuando la luz oscurece» (número uno durante tres semanas en la lista de las radios porteñas FM Hit y La Mega) y «Volviendo a casa» (número cuatro durante dos semanas en la lista de dichas emisoras). «Lluvia púrpura» hace referencia, sin mencionarlos, al grupo británico Deep Purple. «La canción del guerrero» fue compuesta durante la etapa de Saúl Blanch, a fines de los '80, la cual tentativamente formaría parte del primer álbum del grupo musical, pero quedó fuera; para este álbum Walter Giardino decidió retomar la canción y editarla. La versión acústica de «Mujer amante» se incluyó como una canción bonus.
Se editaron un sencillo y un lanzamiento extendido con este álbum, uno llamado Rata Blanca (Single) y otro llamado Highway on Fire el cual contenía tres canciones en inglés, que era de venta exclusiva para Norteamérica. 
En el año 2013 fue recreado el día 28 de noviembre en el Teatro Ópera.

## Gira musical
Comenzó el 5 de julio de 2002 y terminó el 5 de febrero de 2005. En noviembre de 2002, en medio de esta gira, se realizó la grabación de su segundo álbum en vivo, Poder vivo. Meses más tarde, en julio de 2003, se realizó un concierto en el Estadio Obras Sanitarias, en donde grabaron su primer DVD. Es con este álbum que Rata Blanca recorrió el continente americano y Europa.

## Lista de canciones
- Todas las canciones fueron compuestas por Walter Giardino, salvo las indicadas.

1. «El amo del camino» - 4:12
2. «Volviendo a casa» - 5:30
3. «La canción del guerrero» - 5:06
4. «Abeja reina» (W. Giardino y A. Barilari) - 4:22
5. «Lluvia púrpura» - 4:41
6. «Señora furia» - 4:15
7. «Sinfonía fantástica» - 9:34
8. «Cuando la luz oscurece» (W. Giardino y A. Barilari) - 7:50
9. «En nombre de Dios?» - 5:26
10. «Caballo salvaje» - 4:30

## Formación
- Walter Giardino: Guitarrista.
- Adrián Barilari: Cantante.
- Guillermo Sánchez: Bajista.
- Fernando Scarcella: Baterista.
- Hugo Bistolfi: Tecladista.